# Zeuxia subapennina
Zeuxia subapennina är en tvåvingeart som beskrevs av Camillo Rondani 1862. Zeuxia subapennina ingår i släktet Zeuxia och familjen parasitflugor. Inga underarter finns listade i Catalogue of Life.